# Vada (comida)
Vada [vəɽɑː] (vaḍā) é um tipo de petisco salgado indiano. Diferentes tipos de vadas podem ser descritos como salgadinhos fritos, croquetes, rosquinhas salgadas e bolinhos. Nomes alternativos para estes alimentos incluem wada, vade, vadai, wadeh e bara.
Os vários tipos de vadas são feitos a partir de ingredientes diferentes, variando de leguminosas (como medu vada do Sul da Índia, uma rosquinha frita de massa feita de feijão-da-Índia) a batatas (como batata vada do Oeste da Índia, feita com uma massa de batatas e farinha de grão-de-bico). Eles são frequentemente servidos no café da manhã ou como lanches, e também utilizados como base para outras preparações alimentícias (como dahi vada e vada pav).

## História
Vadai (nome arcaico para vada) eram populares entre os Tâmeis entre os séculos I a.C. e 2 d.C. Um tipo de vada é chamado de "vataka" em Manasollasa, uma enciclopédia em Sânscrito do século XII compilada por Someshvara III, que reinou na região de Karnataka. Nesta receita, vagens eram hidratadas, descascadas e amassadas até se tornarem uma pasta; essa pasta era moldada em formato esférico e frita. Literatura antiga das atuais regiões de Bihar e Uttar Pradesh também mencionam bara (vada) e mungaura (um vada feito a partir de feijão mungo).

## Preparação

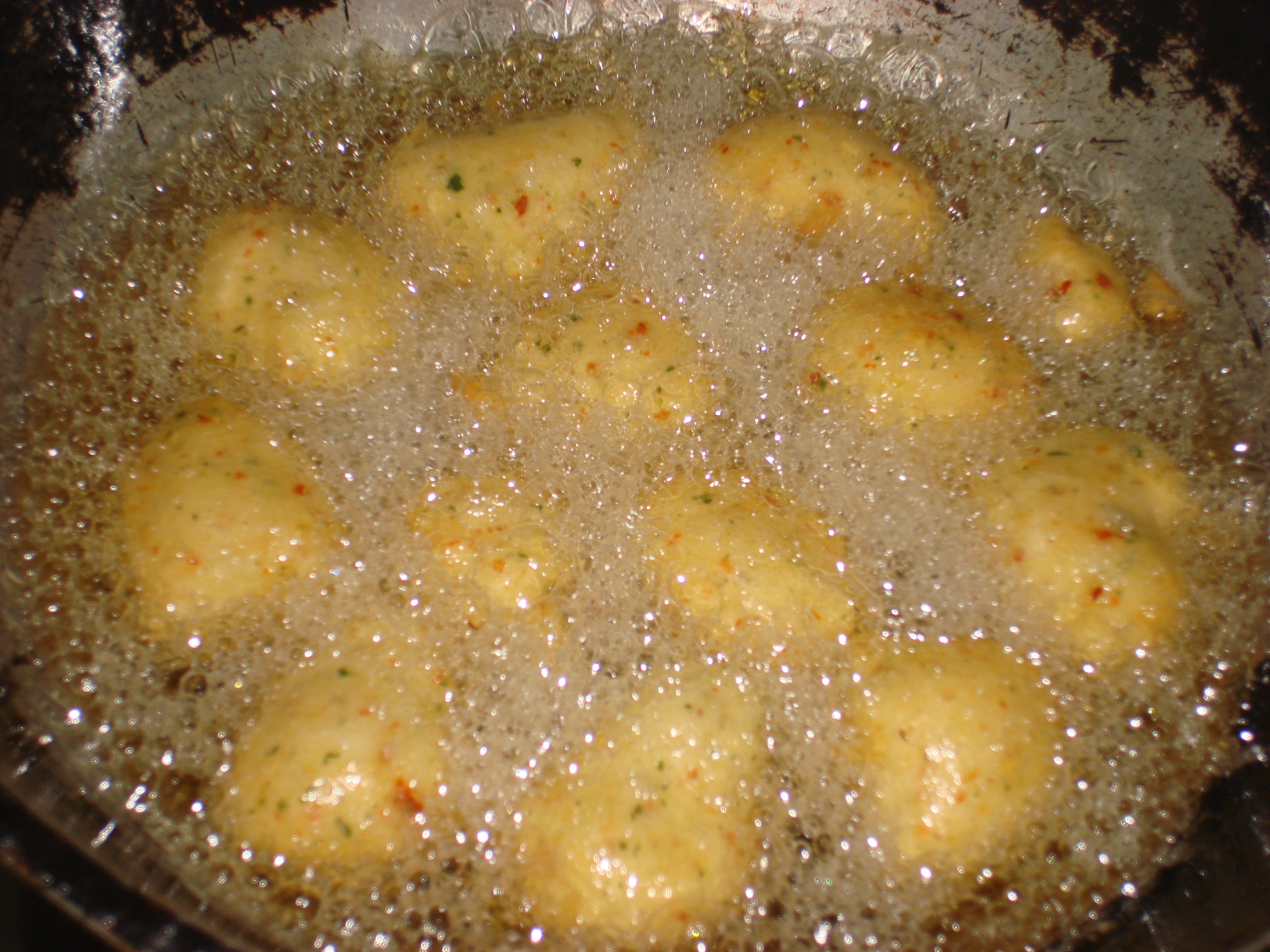
Medu vada sendo frito por imersão em óleo

Vadas podem ser feitos a partir de legumes, sagu ou batatas. As leguminosas mais comuns para a confecção dos salgados são ervilha, grão-de-bico, feijão-da-índia preta e feijão mungo. Vegetais e outros ingredientes são adicionados para melhorar o sabor e o valor nutritivo.
Para vadas feitos de legumes, as leguminosas (dal) são deixadas de molho para hidratarem e, em seguida, amassadas ou moídas até se tornarem uma massa. Essa massa é, em seguida, temperada com ingredientes como cominho, cebola, folhas de curry (às vezes previamente refogadas), sal e grãos de pimenta vermelha ou pimenta-do-reino. Na fabricação comercial da receita, gengibre e bicarbonato de sódio são adicionados ao tempero para deixar a massa mais macia e aumentar a fermentação em grandes quantidades. A mistura é então moldada e frita, resultando em vadas com um exterior crocante e um centro basante macio.